# Malik ibn Enes
Malik ibn Enes (Arapski مالك بن أنس), je poznati islamski povjesničar i prenosilac Hadisa. Pisac je kapitalnog djela "Muveta", poznatiji kao "Muveta Malika ibn Enesa".

## Porijeklo i rođenje
Puno ime mu je Ebu Abdulah Malik ibn Enes ibn Malik ibn Ebu Amir ibn Amr ibn El-Haris. Poznat kao "Imam Medine" ili "imam Darul Hidžre". Majka mu se zvala Galija bint Šerik ibn Abdurahman El Ezdija. Njegov djed Malik pripadao je starijoj generaciji tabiina. Prenosio je hadis od Omer ibn el-Hattaba, Talhe, Ajše, Ebu Hurejre i Hasana ibn Sabita (suvremenici Muhamed)a. Uz to, bio je jedan od onih koji su nosili Osmana, noću, nakon ubojstva do mjesta gdje je ukopan. Malik je rođen u Medini, njegovo porijeklo seže do Zu Asbeha, jednog od poznatih jemenskih plemena. S obzirom na to da se jedan od njegovih predaka preselio u Medinu i tamo se nastanio, Imam Malik je i rođen u tom gradu Rođen je 711. godine i odrastao u rodnom mjestu gdje je učio znanje od najvećih učenjaka tog vremena. Još kao dijete počeo je izučavati islamske discipline. Prvo je naučio Kuran, a zatim prelazi na izučavanje hadisa.

### Učitelji
Imam En-Nevevi navodi da je imam Malik sticao znanje od 900 učitelja, od čega je bilo 300 učenjaka iz druge generacije muslimana – tabiina, a 600 iz treće generacije. Najviše utjecaja na njegovo intelektualno oblikovanje ostavio je Ebu Bekr Abdulah ibn Jezid, poznatiji kao Ibn Hurmuz uz koga je Malik učio sedam ili osam godina. Poznata je Malikova izjava u vezi s tim u kojoj kaže: Dolazio sam Ibn Hurmuzu u ranu zoru, a iz njegove kuće sam izlazio noću!

## Ostala djela
Pored Muveta Malik je napisao:
- 1. "Tefsiru garibil Kur'ani"
- 2. "Risale fi redi alel kaderije",
- 3. "Risale fi akdije",
- 4. "Risale fi fetva ila Ebî Gassan",
- 5. "Kitabu surur",
- 6. "Kitabu sijer"

## Smrt
Imam Malik je umro 795. godine. Pokopan je u "Dženetul Bekiji", mezarju u Medini koje se nalazi u blizini "Poslanikove Džamije".